# باباگرگر (قروه)
باباگرگر (قروه)، روستایی از توابع بخش دلبران شهرستان قروه در استان کردستان ایران است.
چشمه آب معدنی حاوی مقادیر زیادی گوگرد و املاح معدنی با خاصیت درمانی است که هرساله افراد زیادی در سفر به این مکان از آب آن استفاده می‌کنند.
البته این چشمه تابحال افرادی در خود غرق کرده است و برای شنا کردن بسیار خطرناک است بیشتر سعی کنید که در این چشمه شنا نکنید.

## جمعیت
این روستا در دهستان دلبران قرار دارد و براساس سرشماری مرکز آمار ایران در سال ۱۳۸۵، جمعیت آن ۱۲ نفر (۴خانوار) بوده است. زبان مردم روستای باباگرگر ترکی آذربایجانی است.

## جاهای دیدنی

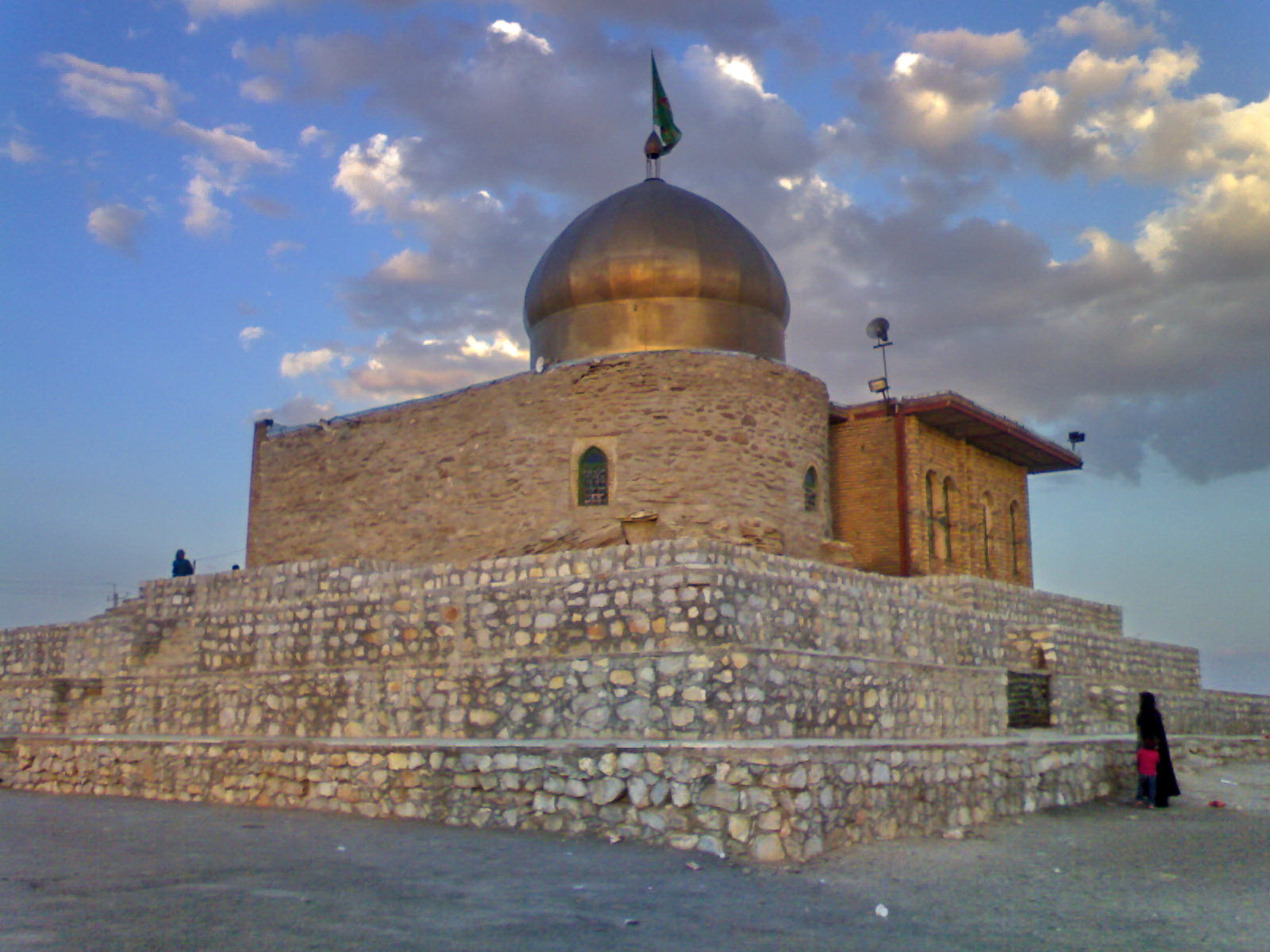
امامزاده باباگرگر

- امامزاده باباگرگر
- چشمه‌های آب معدنی[۲]